# Khu tự trị Chukotka
Khu tự trị Chukotka (tiếng Nga: Чуко́тский автоно́мный о́круг, chuyển tự: Chukotsky avtonomny okrug, IPA: [tɕʊˈkotskʲɪj ɐftɐˈnomnɨj ˈokrʊk]; tiếng Chukchi: Чукоткакэн автономныкэн округ, Chukotkaken avtonomnyken okrug, /tɕukotˈkaken aβtonomˈnəken ˈokɹuɣ/) hay Khu tự trị Sở Khoa Kì (楚克奇), là một chủ thể liên bang của Nga. Nó có vị trí địa lý ở vùng Viễn Đông của đất nước, và là một phần hành chính của Vùng Liên bang Viễn Đông. Chukotka là chủ thể liên bang ít dân thứ 2 với 48.029 người (2024).
Anadyr là thị trấn lớn nhất và là thủ phủ của Chukotka, và là khu định cư ở cực đông có vị thế thị trấn ở Nga.
Chukotka là nơi có hồ Elgygytgyn, một hồ miệng núi lửa và ngôi làng Uelen, khu định cư ở cực đông của Nga và là khu định cư gần nhất với Hoa Kỳ (Alaska). Diện tích của khu tự trị là 737.700 km2 (284.800 dặm vuông), lớn hơn khoảng 6% so với tiểu bang Texas của Hoa Kỳ và là đối tượng liên bang lớn thứ 7 của Nga. Khu vực này là khu vực đông bắc nhất của Nga, và vì Mua hàng Alaska là phần duy nhất của Nga nằm một phần ở Tây bán cầu (phía đông kinh tuyến 180). Chukotka có chung biên giới với Cộng hòa Sakha ở phía tây, Magadan Oblast ở phía tây nam và Kamchatka Krai ở phía nam.
Chukotka chủ yếu là dân tộc Nga, Chukchi và các dân tộc bản địa khác. Đây là khu tự trị duy nhất ở Nga không bao gồm hoặc phụ thuộc vào một chủ thể liên bang khác, đã tách khỏi Magadan Oblast vào năm 1993.

## Hành chính

Hành chính Khu tự trị Chukotka

- Anadyrsky
- Bilibinsky
- Chaunsky
- Chukotsky
- Iultinsky
- Providensky
- Anadyr

## Địa lý
Chukotka giáp phía bắc bởi biển Chukchi và biển Đông Siberia, là một phần của Bắc Băng Dương; ở phía đông bởi eo biển Bering và biển Bering, một phần của Thái Bình Dương; ở phía nam giáp với Kamchatka Krai và Magadan Oblast; và ở phía tây của Cộng hòa Sakha. Bán đảo Chukchi về phía đông tạo thành Eo biển Bering giữa Siberia và Bán đảo Alaska, và bao quanh phía bắc của Vịnh Anadyr. Điểm cực đông của bán đảo, mũi Dezhnev, cũng là điểm cực đông của lục địa Nga.

### Khí hậu
Khí hậu của Chukotka bị ảnh hưởng bởi vị trí của nó trên ba vùng biển lân cận: Biển Bering, Biển Đông Siberia và Biển Chukchi. Thời tiết được đặc trưng bởi gió bắc lạnh có thể nhanh chóng thay đổi thành gió nam ẩm ướt. Mũi Navarin có số lượng bão lớn nhất ở Nga. Các khu vực ven biển có gió với lượng mưa nhỏ, từ 200 đến 400 mm mỗi năm. Nhiệt độ thay đổi từ −15 °C (5 °F) đến −35 °C (31 °F) vào tháng 1 và từ +5 °C (41 °F) đến +14 °C (57 °F) vào tháng 7. Mùa sinh trưởng ngắn, chỉ 80 đến 100 ngày mỗi năm.

## Lịch sử
Những cư dân đầu tiên là những thợ săn Paleo-Siberia đã đến Chukotka từ Trung và Đông Á. Khu vực này sau đó là một phần của cây cầu đất Beringia được cho là đã cho phép người di cư đến châu Mỹ. Theo truyền thống, Chukotka là quê hương của người Chukchi bản địa, người Yupik Siberia, người Koryak, người Chuvan, người Even / Lamut, người Yukaghir và những người định cư cũ của Nga.
Từ năm 1919 trở đi, khu vực này đã chịu sự tập thể hóa và tái định cư của người dân bản địa. Khi Đức Quốc xã tấn công Liên Xô vào năm 1941, mọi thứ đã được thực hiện để bắt đầu sản xuất thiếc càng nhanh càng tốt ở Chukotka. Khai thác nhanh chóng phát triển, và ngành công nghiệp này sẽ trở thành cơ sở kinh tế của nó. Cũng trong chiến tranh, các nhà địa chất đã phát hiện ra trữ lượng vàng lớn sẽ được khai thác vào những năm 1950. Năm 1977, Chukotka trở thành đơn vị hành chính cấp dưới của Magadan Oblast.
Năm 1991, Chukotka tuyên bố tách ra để trở thành một chủ đề của Liên bang Nga theo cách riêng của mình, một động thái đã được Tòa án Hiến pháp Liên bang Nga xác nhận vào năm 1993.
Từ năm 2001 đến 2008, Roman Abramovich là Thống đốc của Chukotka. Ông đã đầu tư hàng tỷ rúp, bao gồm cả tiền của mình vào nền kinh tế Chukotka bằng cách phát triển cơ sở hạ tầng, trường học và nhà ở. Điều này đã giúp tăng gấp đôi GDP của khu vực và tăng hơn gấp ba thu nhập của người dân. Năm 2004, Abramovich đã cố gắng từ chức nhưng được bổ nhiệm lại làm thống đốc cho một nhiệm kỳ khác của Vladimir Putin. Đầu tháng 7 năm 2008, có thông báo rằng Tổng thống Dmitry Medvedev đã chấp nhận yêu cầu mới nhất của Abramovich từ chức thống đốc Chukotka, mặc dù các hoạt động từ thiện khác nhau của ông trong khu vực sẽ tiếp tục. Trong giai đoạn 2000,2002006, mức lương trung bình ở Chukotka đã tăng từ khoảng 165 đô la Mỹ (€ 117 / £ 100) mỗi tháng trong năm 2000 lên 826 đô la Mỹ (€ 588 / £ 500) mỗi tháng trong năm 2006.
Vào ngày 11 tháng 7 năm 2008, Dmitry Medvedev đã đề cử Roman Kopin làm thống đốc. Vào ngày 13 tháng 7, các nhà lập pháp địa phương nhất trí xác nhận Kopin là thống đốc tiếp theo của Chukotka.

## Kinh tế
Chukotka có trữ lượng lớn dầu, khí đốt tự nhiên, than, vàng và wolfram, đang dần bị khai thác, nhưng phần lớn dân cư nông thôn vẫn sống nhờ chăn thả tuần lộc, săn cá voi và câu cá. Dân số đô thị được sử dụng trong khai thác, hành chính, xây dựng, công tác văn hóa, giáo dục, y học và các ngành nghề khác. Các công ty lớn nhất trong khu vực bao gồm Công ty khai thác và địa chất Chukotka, Severnoye zoloto, Công ty khai thác vàng Mayskoye (Polymet), FSUE Chukotsnab.

## Giao thông
Chukotka chủ yếu có đường bộ và du lịch hàng không là phương thức vận chuyển hành khách chính. Có những con đường cố định địa phương giữa một số khu định cư, ví dụ Egvekinot-Iultin (200 km). Khi đủ lạnh, những con đường mùa đông được xây dựng trên những dòng sông đóng băng để kết nối các khu định cư trong một mạng lưới thống nhất. Đường cao tốc Anadyr đang được xây dựng để nối Chukotka với Magadan và để kết nối các khu định cư của Anadyr, Bilibino, Komsomolsky và Egvekinot trong Chukotka. Năm 2009, việc thay thế cây cầu khẩn cấp qua sông Loren trên con đường địa phương sầm uất từ Lavrentiya đến Lorino (40 km) đã trở thành sự kiện chính trong giao thông vận tải ở Chukotka. Sân bay chính là sân bay Ugolny gần Anadyr. Vận chuyển ven biển cũng diễn ra, nhưng băng đã ngăn chặn điều này trong ít nhất nửa năm.

## Nhân khẩu học
Theo Tổng điều tra dân số năm 2010, thành phần dân tộc là:
- Người Nga (52.5%)
- Người Chukchi (26.7%)
- Người Ukraina (6%)
- Người Yupik (3.2%)
- Người Even (2.9%)
- Người Chuvan (1.9%)
- Người Belarus (0.94%)
- Người Yukaghir (0.4%)
- Các nhóm khác, mỗi nhóm có dưới 100 người

### Tôn giáo
Nhà thờ Chính thống giáo Nga ở Chukotka được đại diện bởi Eparchy (Giáo phận) của Anadyr và Chukotka (tiếng Nga: Анадырская и Чукотская епархия). Giám mục bảo thủ gây tranh cãi của Anadyr và Chukotka, Diomid, người đã chiếm giữ Anadyr từ năm 2000 và đã phát triển nhà thờ ở bán đảo, đã bị Thượng hội đồng thánh loại bỏ vào mùa hè năm 2008. Giáo phận đã được điều hành bởi tổng giám mục Khabarovsk và Dòng sông, Mark (Tuzhikov).